# Lipid-fosfatna fosfataza
Lipid-fosfatna fosfataza (EC 3.1.3.76, hidroksi masno kiselinska fosfataza, dihidroksi masno kiselinska fosfataza, hidroksi lipidna fosfataza, sEH, hidrolaza rastvornog epoksida) je enzim sa sistematskim imenom (9S,10S)-10-hidroksi-9-(fosfonooksi)oktadekanoat fosfohidrolaza. Ovaj enzim katalizuje sledeću hemijsku reakciju
()-10-hidroksi-9-(fosfonooksi)oktadekanoat + 2O {\displaystyle \rightleftharpoons } (9S,10S)-9,10-dihidroksioktadekanoat + fosfat
Za rad ovog enzim je neophodan Mg2+.

## Literatura
- Nicholas C. Price; Lewis Stevens (1999). Fundamentals of Enzymology: The Cell and Molecular Biology of Catalytic Proteins (Third изд.). USA: Oxford University Press. ISBN 019850229X.
- Eric J. Toone (2006). Advances in Enzymology and Related Areas of Molecular Biology, Protein Evolution (Volume 75 изд.). Wiley-Interscience. ISBN 0471205036.
- Branden C; Tooze J. Introduction to Protein Structure. New York, NY: Garland Publishing. ISBN 0-8153-2305-0.
- Irwin H. Segel. Enzyme Kinetics: Behavior and Analysis of Rapid Equilibrium and Steady-State Enzyme Systems (Book 44 изд.). Wiley Classics Library. ISBN 0471303097.
- William P. Jencks (1987). Catalysis in Chemistry and Enzymology. Dover Publications. ISBN 0486654605.

## Spoljašnje veze
- Lipid-phosphate+phosphatase на 